# Plundering van de Brusselse orangistische adel in april 1834
De plundering van de Brusselse adel gebeurde op 5 en 6 april 1834. Vermoedelijk ging het om een afrekening van pro-Belgische betogers op de orangistische adel, die nog duidelijk aanwezig was in het jonge België. Algemeen zijn deze opstanden weinig bekend bij het grote publiek.

## Orangisme
Na de onafhankelijkheidsverklaring bleek dat niet iedereen tevreden was met het nieuwe vaderland. Vooral Vlaanderen ging er economisch op achteruit door het wegvallen van afzetmarkt en de havennijverheid. Bovendien werd het land nu bestuurd door een Franstalige minderheid (zie Taalkwestie). Hieruit ontstond dan de orangistische beweging, uiteindelijk enkel een succes in Luxemburg.
De regering-Rogier zat verveeld met de Nederlandsgezinde oppositie, vooral omdat het land pretendeerde een oord te zijn van vrije meningsuiting en democratie, en dus niets tegen deze tegenstanders kon gedaan worden. De schrik voor de orangistische beweging was niet geheel ongegrond: de orangisten hadden vele internationale betrekkingen en konden de andere Europese machten aanzetten tot het onderdrukken van de revolutie teneinde de belangen van de restauratie te verdedigen. De positie waarin de jonge staat zich bevond zorgde er dan ook voor dat de orangistische bewegingen tussen de periode 1831 en 1834 regelmatig het slachtoffer werden van anti-betogingen en plunderingen. Zo een 32-tal incidenten werden beschreven in de pers, niet alleen in het Vlaamse landsgedeelte, ook in Luik was een pro-Nederlandse beweging.

## Brusselse betogingen
De Brusselse plunderingen in april 1834 brachten internationaal een schokgolf teweeg. Door het gebrek aan ordehandhaving leek het of de jonge staat verkeerde in een staat van anarchie, en als dat niet zo was kon de regering verweten worden medeplichtig te zijn, omdat ze niets had gedaan om de vernielingen te vermijden.
Aanleiding van het incident was de uitverkoop van de in beslag genomen paarden uit de stoeterij van Tervuren, waaronder het paard van de prins van Oranje, waarmee deze had gevochten in de Slag bij Waterloo. De orangisten vreesden dat dit dier gebruikt zou worden in een carnavalsoptocht om het oude regime te ridiculiseren, en besloot geld in te zamelen om het paard terug te kopen en aan de prins te schenken. De lijst van ondertekenaars werd echter onderschept en gepubliceerd. Het succes van de tekenactie was een ontnuchtering voor de vele patriotten die ontdekten dat een groot deel van de adel achter het orangisme stond.
De lijst werd daarop uitgedeeld als een vogelvrijverklaring. In de kranten werd ook het adres vermeld, alsook hatelijke opmerkingen bij sommige namen.
Het revolutionaire geweld laaide terug op. Na een opvoering van de Stomme van Portici in de Muntschouwburg werd de Brabançonne gezongen en trok de menigte naar de orangistische club "Le Cercle", die kort en klein werd geslagen. Daarna werden de leden bezocht, ondanks de oproep van burgemeester Nikolaas Rouppe, die uiteindelijk, toen bleek dat bemiddeling niet hielp, de opstand uit elkaar liet slaan.
De volgende dag kwam onder tromgeroffel een nieuwe plunderpartij op gang, die deze keer onstopbaar bleek. Volgens internationale verslaggevers werd ook weinig ondernomen om ze tegen te houden. Het opdagen van eerste minister Rogier en koning Leopold I met vermanende en sussende woorden gooide enkel olie op het vuur. Tijdens de plundering vielen geen slachtoffers, en er werd -behalve servies en wijn- ook weinig gestolen, wat de politieke aard van de opstand bevestigt.

## Complottheorie
77 beklaagden werden gearresteerd en vrijgesproken, alsook drie vermeende pamfletschrijvers, die beschuldigd werden van het opjutten van de volksmassa tegen de orangisten. De redenen voor de collectieve vrijspraak waren 'instigatie' door de medewerking van sommige militairen aan de afbraak. Sommige beschuldigden verklaarden achteraf dat ze dachten dat de koning achter hun daden stond, en dat ze een dienst bewezen aan hun land. De opstandelingen waren geen marginalen, maar meestal arbeiders of handelaars.
De regering zat ernstig verveeld omwille van het internationaal imago. De reputatie van de revolutie en de koning was geschaad en de partijdigheid van de militairen wees op een openlijke onderdrukking van de oppositie. De regering moest toegeven dat zij niet in staat was de orangisten te beschermen.
De regering ontwikkelde al snel een complottheorie, als ware het dat de orangisten de rellen zelf hadden uitgelokt om internationale aandacht te trekken. Eén versie was dat ze zelf de pamfletten hadden geschreven, een andere legde de verantwoordelijkheid van de vernielingen zelfs bij de orangisten zelf. Voor de regering Rogier was het duidelijk dat eens en voor altijd moest afgerekend worden met de anti-revolutionaire krachten in het land. Feitelijk kon de regering weinig beginnen tegen de orangisten, aangezien zij zich van wettelijke middelen konden bedienen (petitierecht, cijnskiesrecht, persvrijheid). Minister van Justitie Lebeau maakte hieraan een einde in mei 1834. Er kwamen zware straffen op orangistische betogingen, alsook een ban op orangistische partijen, pamfletten en vlugschriften. De plunderingen blijken dus zeer effectief geweest te zijn bij het politiek monddood maken van de orangisten en hebben een niet te onderschatten rol gespeeld bij de consolidatie van de Belgische staat.